# Михайлівська волость (Ананьївський повіт)
Михайлівська волость — історична адміністративно-територіальна одиниця Ананьївського повіту Херсонської губернії.
Станом на 1886 рік складалася з 5 поселень, 5 сільських громад. Населення — 2906 осіб (1484 чоловічої статі та 1422 — жіночої), 481 дворове господарство.
|                     | Площа, десятин | У тому числі орної, дес. |
| ------------------- | -------------- | ------------------------ |
| Сільських громад    | 1233           | 1219                     |
| Приватної власності | 3937           | 1250                     |
| Казенної власності  | —              | —                        |
| Іншої власності     | 91             | 30                       |
| Загалом             | 10631          | 6407                     |

Найбільші поселення волості:
- Новогригорівка (Майорова) — колишнє власницьке село за 6 верст від повітового міста, 1736 осіб, 338 дворів. За 9 верст — залізнична станція, буфет. За 10 верст — православна церква.